# Complexo do Grão Pará
Complexo do Grão Pará, também conhecido como Complexo da Baixada, é um conjunto de comunidades, conjuntos habitacionais e localidades cortadas pela Av. Abílio Augusto Távora, mais conhecida como Estrada de Madureira, entre os bairros Ipiranga, Marapicu, Lagoinha e Jardim Paraiso, em Nova Iguaçu, Rio de Janeiro.
Fazem parte deste complexo as seguintes comunidades: Conjunto da Marinha, Conjunto Dom Bosco, Conjunto Campo Belo, Conjunto Vila Belga, Marapa, Linha Velha 1 e 2, Granja do Napoleão (Capelinha), Conjunto Boa Esperança, Parque São Carlos (Parquinho), Assentamento Terra Nova, Conjunto Pantanal, 17 de Maio (Sem Terra do Peixe), Vila Olimpo, Ponte Seca, Tiradentes 1 (Sem Terra), Tiradentes 2 (Cano Verde), Guaxa, Sem Terrinha do Grão Pará e Conjunto Grão Pará.
No ano de 2014, a região ganhou uma Mini-UPP.

## Geografia
Algumas comunidades têm trilhas de acesso à Serra do Marapicu. A região das comunidades é rica em pântanos, mata fechada, pastos, fazendas e sítios.